# Bocula tuhanensis
Bocula tuhanensis là một loài bướm đêm thuộc họ Noctuidae. Nó được tìm thấy ở Borneo.